# Capella de la Resurrecció
La Capella de la Resurrecció (en francès Chapelle de la Résurrection, en neerlandès Verrijzeniskapel) és una església catòlica amb clara vocació ecumènica, situada al cor del barri de les institucions europees de Brussel·les. L'edifici és del segle xv, i es trobava originàriament al centre de la ciutat. Per causa d'un desenvolupament urbanístic, el 1907 es va traslladar al seu emplaçament actual. L'any 2001, després d'una renovació molt important, l'església va rebre el seu nom actual i la seva orientació ecumènica. La responsabilitat pastoral de la capella es va encomanar a la Companyia de Jesús.

## Història

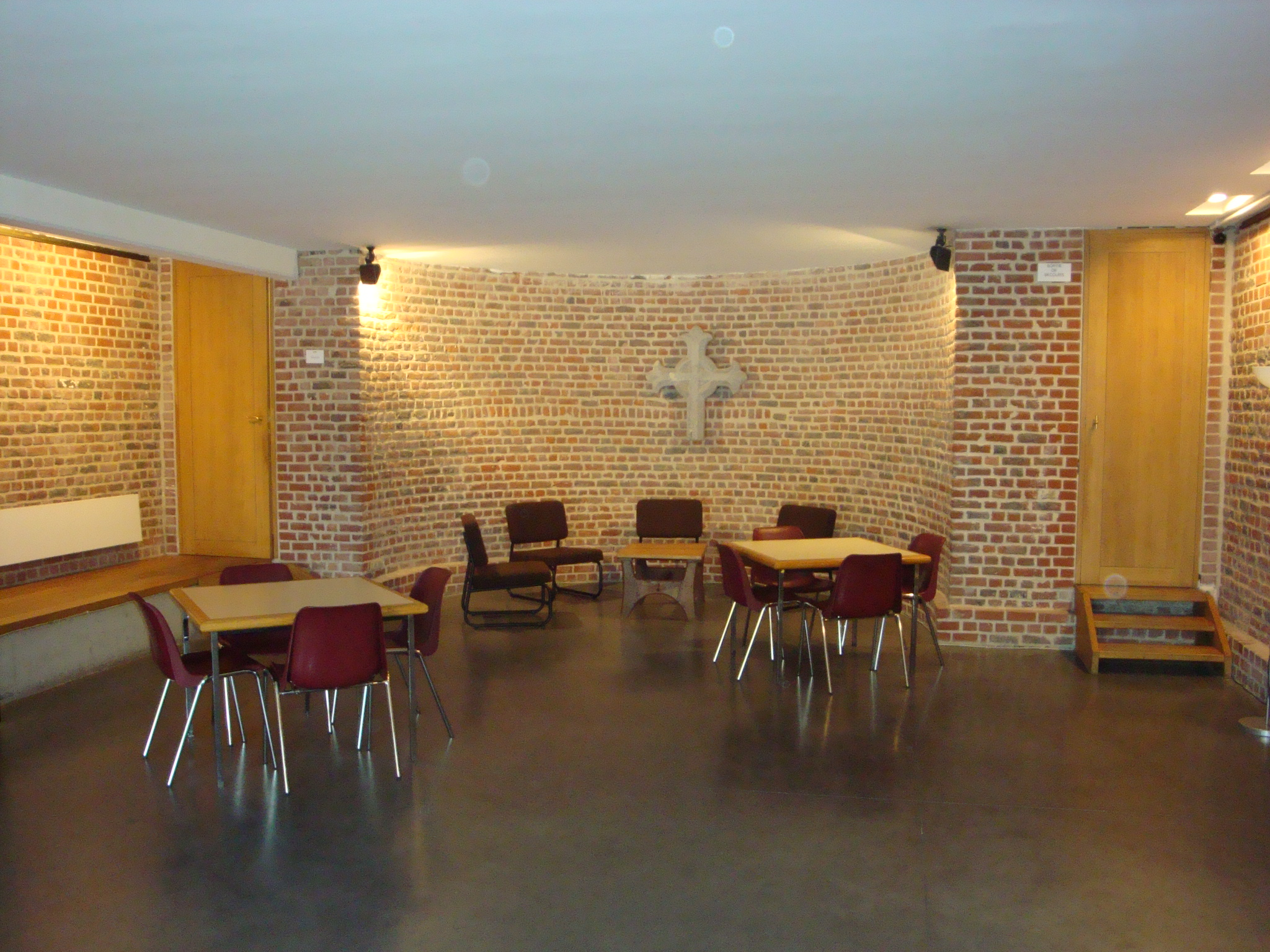
recepció (planta baixa)

L'edifici actual, que té un origen molt antic i va ser totalment renovat al segle xviii, es trobava originàriament on avui hi ha l'Estació Central de Brussel·les. Durant una reforma del centre de la ciutat, la capella fou traslladada al seu emplaçament actual en Vanmaerlanststraat, Etterbeek. En aquest lloc, l'edifici formava part d'un convent femení (Dames de l'Adoració Perpètua). El 1989 les germanes van decidir vendre el convent: l'edifici principal és avui la biblioteca i un centre de visites de la Comissió Europea; la capella es va vendre a una associació internacional sense ànim de lucre, que var ser fundada per funcionaris de les institucions europees per convertir-la en un lloc d'oració i celebració litúrgica. Per mitjà de donacions i ajudes de les Conferències Episcopals Catòliques d'Europa (COMECE), la Conferència Europea de les Esglésies (CEC), la Companyia de Jesús, Fundació Rei Balduí i moltes institucions més, la Capella fou completament renovada i reformada entre 1999-2000. El 25 de setembre de 2001, l'arquebisbe Godfried Cardenal Daneels va inaugurar oficialment la nova església.

## Arquitectura

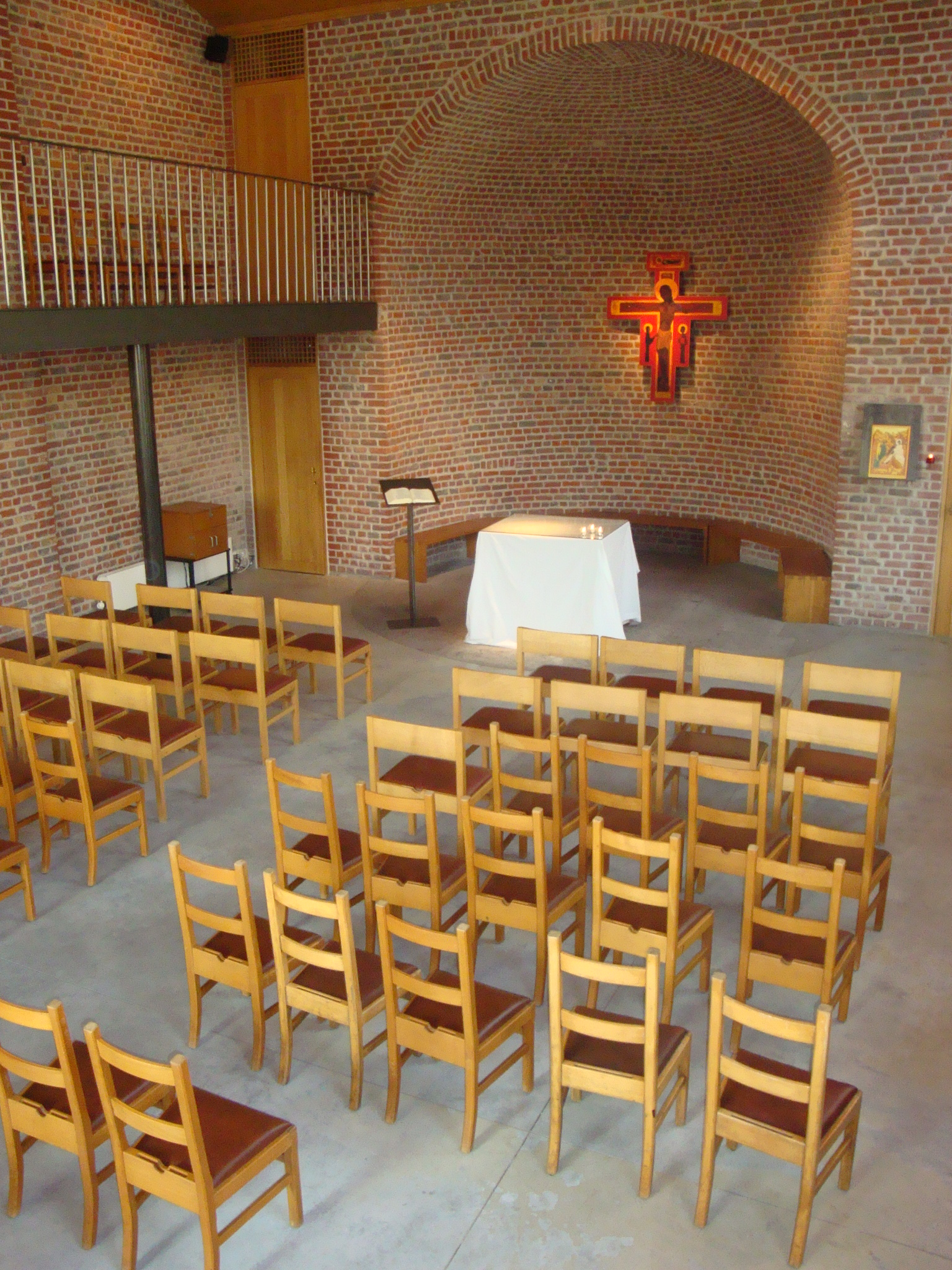
interior

La façana neorenaixentista i l'exterior de la capella es van conservar íntegrament, però l'interior fou completament reestructurat i redissenyat pels arquitectes Marionex de Brussel·les. Avui és un edifici de quatre plantes: el visitant accedeix a la capella per una recepció (planta baixa), que també es fa servir com espai per a reunions i exposicions. Al soterrani hi ha una cripta, reservada pel silenci i l'oració. La creu platejada és obra de l'escultor belga Philippe Denis. La principal sala litúrgica es troba ara a la primera planta, i és accessible per una escalera interior i un ascensor. Ja que l'església havia perdut la seva alçada original, es van incorporar nous vitralls, obra de l'artista vienès Thomas Reinhold. Els vitralls laterals mostren escenes de la Creació, Encarnació, l'esbarzer o bardissa Ardent i Pentecosta, i el de la façana principal està dedicat a la Resurrecció. En un passadís lateral, la capella té un orgue del taller d'Etienne Debaisieux; l'instrument va ser donat per l'Església Evangèlica Alemanya (EKD). Al pis superior hi ha un saló de reunions i uns despatxos (que no es veuen des de l'exterior).

## Dimensió pastoral

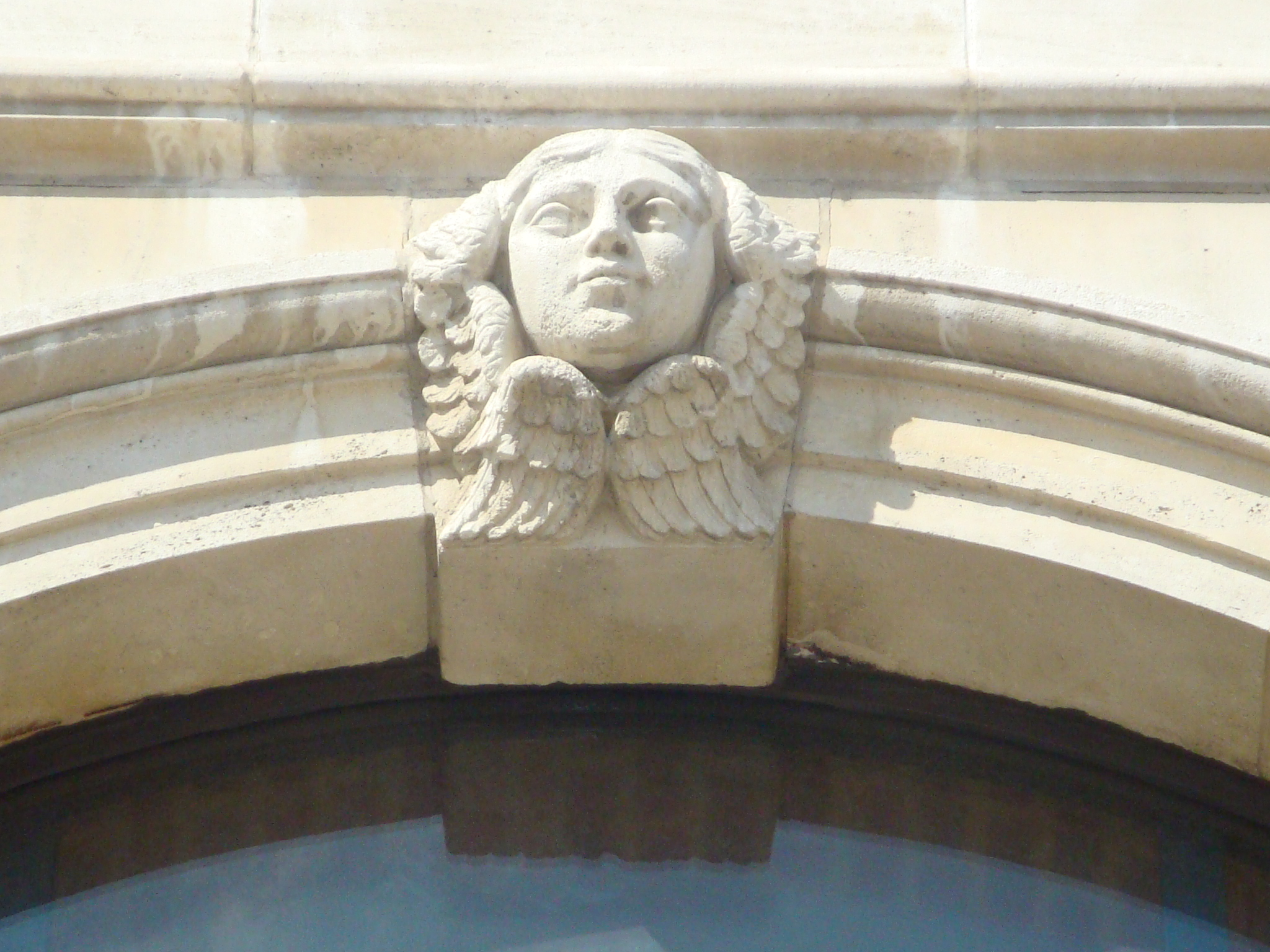
façana (detall)

La Capella de la Resurrecció no és una parròquia. Per la seva situació pròxima al barri de negocis i les institucions europees (Consell de la Unió Europea, Parlament Europeu, Comissió Europea, etc.), es fa servir com lloc de debat, per trobades i oracions vinculades a les institucions. Amb l'excepció d'una eucaristia dos diumenges al mes a la tarda, la capella només resta oberta els dies de diari, i ofereix una àmplia varietat de celebracions litúrgiques, que es corresponen amb la diversitat de confessions, idiomes i nacionalitats de la majoria del seu públic "europeu". Un equip pastoral format per religiosos i laics voluntaris dirigeixen l'activitat de la capella. Cada matí dels dies de diari hi ha una oració; a més hi ha celebracions catòliques, luteranes i ortodoxes, generalment al migdia, en diferents llengües, tot i que principalment en anglès i francès.